# Logue (band)
Logue is een vierkoppige indierockband afkomstig uit Rotterdam, Nederland.

## Biografie
Logue is een Nederlandse band die in 2013 op het Rotterdamse Conservatorium (Codarts) is ontstaan. Initiatiefnemer is singer-songwriter Sjoerd van Heumen. Voor een studio-opdracht vormde Van Heumen een band om zich heen. Afgaand op met wie het hij het goed kon vinden, selecteerde hij drie bandleden die een zelfgeschreven nummer moesten gaan inspelen. De band trok de aandacht van A&R manager Menno Timmerman, die wel meer wilde horen van deze formatie. De band speelde 'Cold Hearts' waarna een structurele samenwerking ontstond. Later dat jaar werd het nummer door de Popunie genomineerd voor een Rotterdam Music Award in de categorie 'beste track'. Het nummer werd onder andere op NPO Radio 2 en NPO 3FM gedraaid.
Muziekplatform 3voor12 had veel lovende woorden over de band in een recensie over hun ep 'Cold Hearts'. Het platform schreef: "...dit is het type band waar de term 'veelbelovend' voor is uitgevonden."
Met de single 'Jump The Gun' is de band door NPO Radio 2 uitgeroepen tot Radio 2 Talent. De band speelde veelvuldig bij Radio 2 in de studio en kon rekenen op veel airplay bij de zender. 'Jump The Gun' verscheen onder de Amerikaanse serie "Kevin (Probably) Saves the World (2017)".
In april 2016 werd de single 'Envy You' uitgebracht. De single werd 3FM DJ Favourite bij Herman Hofman.

## Bandleden
- Sjoerd van Heumen - Lead Vocals, Gitaar
- Ivo Koenen - Basgitaar
- Roy Gielesen - Drums, Backing Vocals
- Benjamin Pessy - Gitaar

## Discografie

### Ep's
| Cold Hearts          | 2014 |
| Some Kind of Glimmer | 2017 |

### Singles
| Cold Hearts       | 2014 | "Cold Hearts EP"       |
| Inconsolable      | 2014 | "Cold Hearts EP"       |
| Jump The Gun      | 2015 |                        |
| Envy You          | 2016 |                        |
| Champagne Beaches | 2017 | "Some Kind of Glimmer" |
| Fringes           | 2017 | "Some Kind of Glimmer" |
| A Situation       | 2018 |                        |